# Raul Torres & Florêncio
Raul Torres e Florêncio foi uma dupla de música sertaneja do Brasil formada pelos cantores Raul Montes Torres (Nascido a 11 de julho de 1906 em Botucatu-SP -  Falecido a 12 de julho de 1970 em São Paulo-SP) e João Batista Pinto (Nascido a 12 de novembro de 1910 em Barretos-SP - Falecido a 16 de novembro de 1971 em São Paulo-SP). Ambos foram sepultados no Cemitério do Araçá, na capital paulista.
Raul Torres cantava em dupla com seu sobrinho Serrinha (Antenor Serra, ambos de Botucatu-SP), dupla essa que durou de 1937 a 1942. Após a separação da dupla com seu sobrinho, foi com Florêncio (João Batista Pinto. Barretos-SP) que Raul Torres passou a cantar em dupla.
Florêncio havia tentado conciliar a profissão de Farmacêutico com a carreira artística, no entanto, com a crescente popularidade que vinha adquirindo nas rádios onde se apresentava na Capital e no Interior, acabou largando definitivamente a farmácia, e passou a se dedicar integralmente à carreira artística.
E João Pacífico continuava sendo um dos principais parceiros e letristas das composições celebrizadas pela dupla pioneira; ele mesmo dizia que "Ser compositor para a interpretação de Raul Torres e Florêncio é o mesmo que ter um emprego vitalício..." 
Também eram frequentes as viagens de João Pacífico juntamente com Raul Torres e Florêncio ao Rio de Janeiro, onde gravavam seus discos.
A Música Caipira nessa época já vinha sendo chamada de "Música Sertaneja", e dominava cerca de 40% do Mercado Fonográfico Brasileiro. 
A dupla Torres e Florêncio atuou no mundo fonográfico por quase trinta anos, período durante o qual a dupla lançou dezenas de discos.
As primeiras gravações deles se deram em 1942, e dois anos depois a dupla se consagraria com dois grandes sucessos: as toadas "Cabocla Tereza" e “Pingo D’água” ambas de Raul Torres e João Pacífico.
Em 1945, Torres e Florêncio obtiveram talvez seu maior sucesso com a moda de viola “A Moda da Mula Preta”, também de Torres e João Pacífico, incluída até hoje entre os clássicos da música caipira. 
A dupla Torres e Florêncio foi a fixadora de um estilo de canto com duas vozes mais médias e que foi o que mais influenciou outras duplas até o aparecimento de Tonico e Tinoco com um canto mais agudo.
As primeiras gravações da dupla Torres e Florêncio apresentam o modelo clássico de duplas caipiras com acompanhamento de violas no qual se destaca o toque refinado do violeiro Florêncio.
A maioria das composições gravadas pela dupla remete ao universo rural retratado em composições como “Pra lá da Porteira”, “Moça boiadeira”, “Rolinha cabocla” e outras, além das anteriormente citadas.
Boa parte dessas obras foi composta por João Pacífico, umas sozinho, e outras em parceria com Raul Torres. Em muitas gravações também, a dupla contou com a presença da sanfona de Emílio Rieli solando como uma espécie de terceira voz. Mas o destaque mesmo era a afinação da dupla, as vozes límpidas e claras e o ponteado da viola.
As modas e toadas gravadas pela dupla falam de boiadas e de colheitas, de árvores e fontes de água pura, de rolinhas e outros pássaros, de lua nova e de lua cheia, sem deixar de lado o humor para cantar questões que colocavam o caipira diante de novidades da cidade como “As Modas Femininas”, “A dama do Baralho”, e “Apelido dos Jogadores”, entre outras.
No repertório de Torres e Florêncio estão toadas, modas de viola, emboladas, rasqueados e cateretês, além de um ou outro samba-sertanejo. 
Florêncio nasceu em Barretos, cidade que se destaca como aquela que abriga há mais de 50 anos a maior festa de peão de boiadeiro e dessa forma muitas das músicas gravadas pela dupla fazem referência a esse universo das boiadas.
Como é o caso da moda de viola “Mula Baia”, de autoria do próprio Torres e que relata a dura travessia dum rio com o risco de perda da boiada. 
Essa dupla era realmente tão afinada que Torres e Florêncio vieram a falecer em 1970, no momento em que a música  popular de uma maneira geral vivenciava amplas transformações que tinham se iniciado há pelo menos uma década antes.
As próprias duplas começavam a buscar novas formas de atuação com a utilização cada vez maior de instrumentos eletrificados e com uma temática que se distanciava a passos largos daquela que seria considerada como tradicional da música caipira. 
Dois anos depois, a gravadora Copacabana lançou um LP que em seu título resumiu perfeitamente o valor e a importância da dupla Torres e Florêncio: “O maior patrimônio da música sertaneja”.
Nesse disco, pode-se ouvir músicas emblemáticas do estilo da dupla e das qualidades vocais e instrumentais de Torres e Florêncio. Como por exemplo, na batucada “Mariazinha Criminosa”, de Raul Torres, que conta com vigoroso ponteado da viola de Florêncio.
Ou nas modas de viola “Mula Baia” e “Casamento da Onça”, de Raul Torres e “Marica Criolinha”,de Florêncio, mostras de uma maneira de narrar histórias que remetem a um tempo em que os violeiros mais do que entreterem as pessoas eram narradores que levavam de um lugar para outro as histórias, verdadeiras ou não, que eram contadas e recontadas nas noites de luar. E nesse mister, poucas duplas podem se ombrear com Raul Torres e Florêncio. 

## Discografia
- (1961) Fruta brava/Não acredito que ninguém é de ninguém
- (1960) Você falou tá falado/Nossa homenagem
- (1959) Cabocla Tereza/Campo Grande
- (1958) O que tem a cotia/Catenguelê
- (1958) Bota minha roupa no baú/Ai Leonor
- (1957) Triste carreiro/A morte da mula preta
- (1955) João de Barro/Obrigado doutor
- (1954) Capital gigante/Quarto centenário de São Paulo
- (1954) Jorgina do Rio Pardo/Vida de roceira
- (1953) Desabafo/No braço dessa viola
- (1953) Não me abandones/Morena linda
- (1952) Meus padecimentos/A morte da Rosinha
- (1952) A paisagem da fronteira/O mourão da porteira
- (1952) Marcha da índia/Marcha da condução
- (1951) Casei com a fazendeira/Rolinha correio
- (1951) Cavalo fogueteiro/Tristeza e saudade
- (1951) Arrependimento/Rei dos pampas
- (1950) Festa italiana/Cavalinho bom
- (1949) Dois corações/Recortado da samambaia
- (1949) Moda das 25 letras/Moreninha ingrata
- (1948) Potranca tordilha/Mariazinha
- (1948) Pra lá da porteira/Domingo cedinho
- (1948) Tenho meu balãozinho/Maria é um nome bonito
- (1947) Pião pegador I/Pião pegador II
- (1947) Perto do coração/Cobra venenosa
- (1947) Coração bão tá aqui/Convite que recebi
- (1946) Juramento sagrado/Tô com a cara torta
- (1946) Feijão queimado/Mania de cheque
- (1946) Enquanto a estrela brilhar/Tropeiro sabido
- (1945) A ventura do amor/Pra que me desprezas
- (1945) Moda da mula preta/No recanto donde moro
- (1945) Não me diga não/Os mandamentos das moças
- (1944) Apelido dos jogadores/Vamos plantá algodão
- (1944) Maria crioulinha/Ingratidão
- (1944) Gostei da morena/Pingo d'água
- (1944) Cabocla Tereza/As modas feminia
- (1943) Sorteio militar/Eu vou mandar fazer um balão
- (1943) Moça forgazona/Que loura bonita
- (1943) Estrada da vida/Rádio moderno
- (1943) Boiadeiro apaixonado/Chinita mia
- (1942) O pipoqueiro/O "v" da vitória